# 知床岬

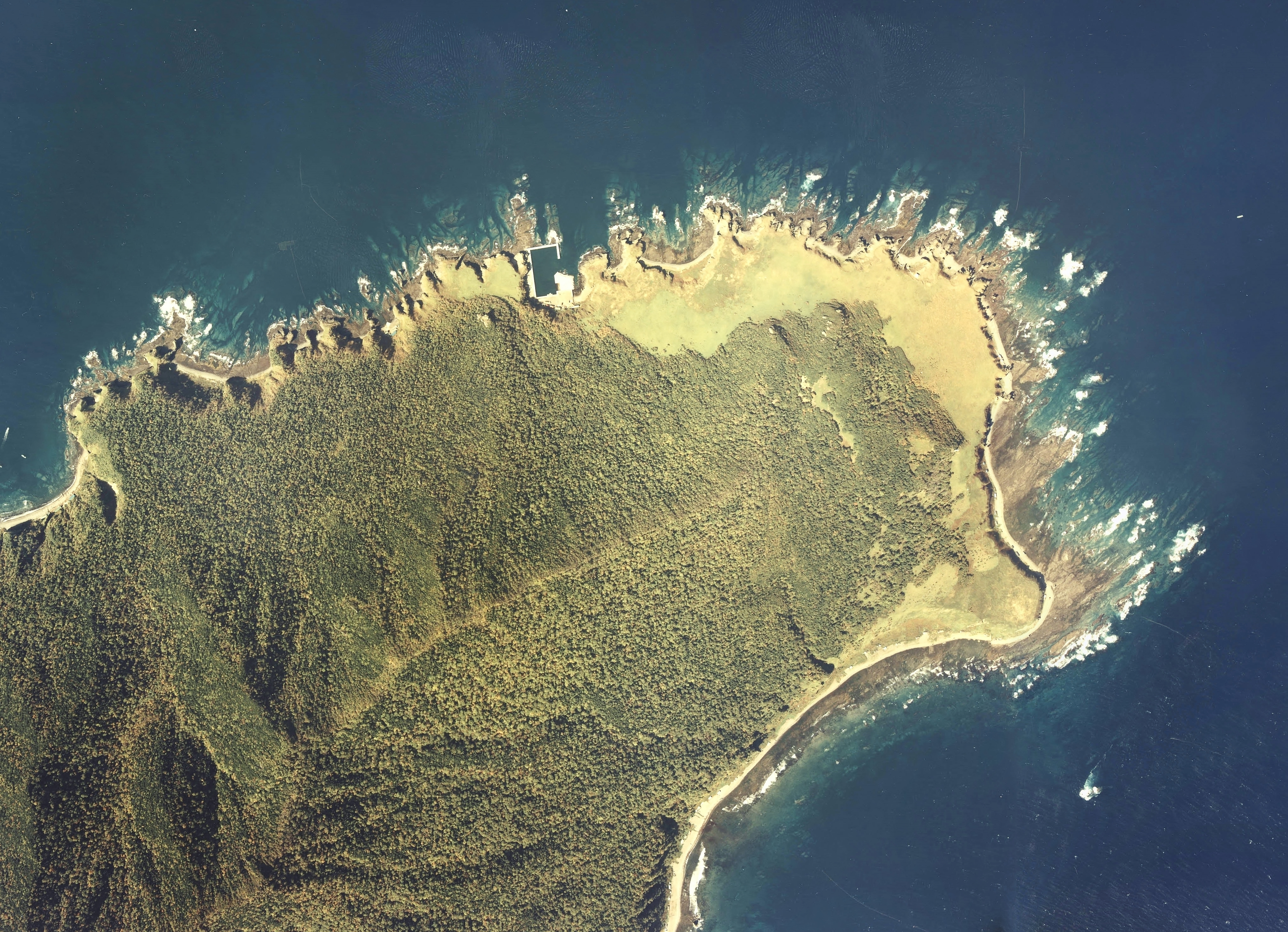
知床岬先端部の空中写真。この画像は上方が北西方向である。中央やや上に見える構造物は文吉湾の避難港（ウトロ漁港知床岬地区）。
。1978年撮影の2枚を合成作成。

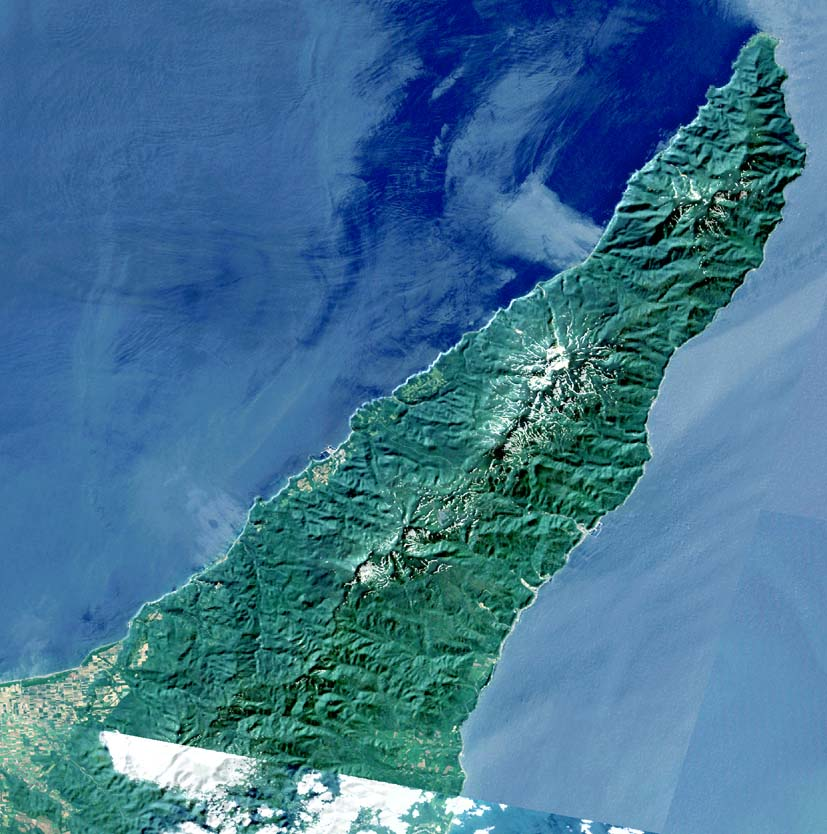
知床半島のランドサット衛星写真（右上が知床岬）スペースシャトル標高データ使用。

知床岬（しれとこみさき）は、北海道北東部、斜里郡斜里町遠音別村岩尾別にある岬。知床半島先端に位置し、オホーツク海に面する。

## 地名

### シレトコ
「シレトコ」の地名が文献記録に現れるのは江戸時代からである。「シレトコ」は、現在の知床半島全体を指すものではなく、その先端に当たる知床岬周辺を指していたとされ、山田秀三は知床岬南西の啓吉湾周辺（集落があった）を指す地名であったとしている。
山田秀三によれば、「シレトコ」という地名はアイヌ語の「シㇼ・エトㇰ」sir-etok （地（の）・突端）から来ているという。sirは「陸地」や「山」、etokは「突端部」「突出部」を意味する語であり、etokの所属形である etoko の形を取った「シㇼ・エトコ」sir-etoko （地の突端）とも解される。
上原熊次郎は『蝦夷地名考并里程記』（1824年）で「シレトコ」を「嶋の果て」と訳した。これをもとに「知床」は「地の果て」の意味とする解釈も流布している。ただし「地の果て」とする語釈には「少々ロマンチックな説明」と抵抗感が示されたり、あるいははっきり「間違い」という指摘がなされたりしている。アイヌ民族には太陽が昇って来る方向である東を重んじる思想を有していたという観点、オホーツク文化など北方からやって来る文化に接触する「入口」であったという観点から、「果て」の語が含むイメージに疑義を呈するものである。山田秀三はシレトコに「モシリ・パ」（国の頭）という別名もあったと記している。
このほか「シレトコ」という地名の語源について、萱野茂は「シリエド」sir-etu（地の鼻、陸地の先っぽ）と解した。

### 岬を指す呼称
松前武四郎によれば、知床岬は「ヌサウシ」または「ヲサウシ」と呼ばれており、周辺のやや広い範囲を含む名称（惣名）として「シレトコ」と呼んでいたという。

## 地理

### 自然地理
岬上は標高30～40mの台地で、周囲は断崖である。ウミウ、オジロワシ、オオワシなど天然記念物の野鳥のほか、アザラシ、トド、ヒグマも棲息する。
1964年には知床半島の中部以北が知床国立公園に指定され、2005年にはユネスコの世界遺産「知床」に登録された。

### 人文地理
知床半島は分水界がオホーツク総合振興局斜里郡斜里町、根室振興局目梨郡羅臼町の境界となっている。国土地理院地図では、知床半島最北端の岬が知床岬と表示されており、斜里町内に位置する。知床岬の南東約700mに知床岬灯台が建っており、灯台付近が振興局界（町境）である。斜里町側は「遠音別村」という大字、羅臼町側は「知床岬」という大字である。斜里町遠音別村では「文吉湾」、羅臼町知床岬では「赤岩」に、漁師の作業場兼宿泊施設である番屋が所在する地区がある。
目梨郡羅臼町知床岬（〒086-1801）が、日本郵便から交通困難地に指定されていたという旨の記述は、インターネット上の媒体で「交通困難地・速達取扱地域外一覧」を参照して書かれた記事で散見でき、2017年（平成29年）6月1日時点「交通困難地・速達取扱地域外一覧」には記載がある（羅臼町ではほかに化石浜・滝ノ下・船泊も挙げられている）が、2022年2月21日現在の「交通困難地・速達取扱地域外一覧」以降は一覧から記載がなくなっている。なお「交通困難地・速達取扱地域外一覧の見方」には「居住者のいない地域は、交通困難地及び速達配達地域外であっても掲載しておりません。」との記述がある。羅臼町知床岬の赤岩地区には昆布漁の番屋が立ち並び、最盛期の1970年代には50軒が操業する活況を呈して季節的な居住者がいたが、2017年夏に最後まで残っていた2軒が操業を終了したと報じられている。斜里郡斜里町大字遠音別村（字イワウベツ）については、斜里町によれば数名の居住者がある。しかし大字別の郵便番号設定がなく、斜里町の「その他」の地域として〒099-4100が宛てられている。なお斜里郡斜里町には2023年9月1日現在の「交通困難地・速達取扱地域外一覧」には記載がない。

## 歴史
知床半島先端部は、厳しい自然環境にもかかわらず縄文時代から人間の定住が行われた場所である:2。知床岬周辺には続縄文文化・オホーツク文化期にかけての100軒近い竪穴建物の跡が残る知床岬遺跡や、文吉湾チャシなどの遺跡があった:17。
近世には知床岬南西の啓吉湾付近にシレトココタンがあった。1669年（寛文9年）のシャクシャインの蜂起（シャクシャインの戦い）の際に、「しれとこ村」はシャクシャイン側についたという。
知床半島は、渡島半島の「和人地」から海岸沿いに東回り・西回りで呼称した「東蝦夷地」と「西蝦夷地」の境界とされていた。岬の約1km東南のイシヤウヤ（イソヤ）には、「ネモロ」（根室）と「舎利」（斜里）の境界を示す石碑が建っていた（なお、現在の町界はイソヤと知床岬の中間にあるという）。

## 岬への訪問について
知床岬の付近は国立公園内の特別保護地区として厳重な管理下に置かれ、道路や大型船の接岸できる港湾施設の建設が規制されており、一般の観光客は事実上立入りできない。岬付近の文吉湾に避難港（行政上はウトロ漁港知床岬地区）が設けられているが、後述の申し合わせにより漁業および行政機関の用務のためにのみ用いられ、レクリエーション目的での動力船の入港は制約されている。
かつては遊漁船などによって一度に多数の旅客を運輸して上陸することも行われていたが（知床岬にロッジを建設する計画が持ち上がったこともある）、環境問題が懸念される事態となったために、1984年に関係諸機関が「知床岬地区の利用規制指導に関する申し合わせ」を行い、レクリエーション目的で海路から動力船によって上陸することは自粛されている。観光客はウトロ港、羅臼港などから出ている観光遊覧船、あるいは自然観察船で、海上から望むことになる。羅臼町では1999年より町主催で清掃活動「知床岬クリーン作戦」を開始し、2010年代にはNPO法人の協力も得てボランティアも参加可能となっており、一般人が岬に上陸可能な数少ないイベントとなっている。
陸路（海岸沿いまたは山岳ルート）あるいは海路（シーカヤックなど）での岬への到達には大きな危険が伴い、難度は非常に高い。整備された道路などはなく、連絡手段や避難・通信手段も整っておらず、また自然環境は過酷である:4。陸路の場合は、道なき道を行かねばならず（場合によっては海の中を歩く必要すらある）、十分な登山の装備と経験が不可欠である。海路の場合も強烈な突風、変化しやすい風と波、の有無などの悪天候に加え、陸上にはクマが高密度で生息し、道路がないためにエスケープルートが無きに等しいため、知識と経験が求められる。前述の理由で携帯電話基地局の建設も規制されているため、通信環境も整ってはいない。これらが伴わない興味本位での訪問は非常に危険である。また、これらを備えた場合でも、訪問はすべて自己責任のもとに行われることを留意する必要がある。
若干名とはいえ特別保護地区内での活動であるため、自然環境への影響が懸念されている。このため環境省は2004年に「知床半島先端部地区利用適正化基本計画」を策定し、これに基づいた「利用の心得」を2008年1月に制定した。この中には登山やシーカヤックで半島先端部を訪れる場合の留意事項が記載されている。
2009年9月、徒歩で岬方面に向かった訪問者のテントが留守の間にヒグマに荒らされる被害があり、環境省釧路自然環境事務所は、知床岬への徒歩での訪問の自粛を要請した。
2023年（令和5年）7月5日から1ヶ月間、北海道は知床岬一帯に初めてヒグマ注意報が発出した（注意報等の制度は前年より北海道庁が始めたもの）。

## その他
- 知床岬灯台は海抜102m、25.5海里。初点灯は1963年。
- ご当地ソングとして、森繁久彌作詞・作曲の「知床旅情」がある。
- 「シレトコ」は、山や陸地の突出部を指す地名としてアイヌ文化圏各地で使われている[2]。かつて日本領であった南樺太には北知床岬（散江村）と中知床岬（知床村）がある。礼文島には知床漁港がある[2]。白老町の萩野駅はかつて同地の地名に由来する「知床駅」という名称であったが、これは低湿地帯に突き出た丘陵の先端部を指したとみられる[2]。